# 罗孟刚
罗孟刚（1915年—1989年2月25日），四川省苍溪县人，中华人民共和国政治人物、中国人民解放军军事将领。

## 生平

### 第一次国共内战
1933年8月参加中国工农红军，1936年10月加入中国共产党。1935年8月，随红四方面军参加长征，到陕北后担任红四方面军卫生部警卫排长。

### 抗日战争
1938年进延安抗日军政大学学习。1939年春随李先念南下豫鄂边区开辟抗日根据地，先后担任新四军豫鄂独立支队第二团队大队长，新四军第五师三十八团参谋长、第十五旅四十三团团长、十三旅三十九团团长。

### 第二次国共内战
日本投降后，任信阳、应山中心县委武装指挥长，河南四军分区副参谋长，随李先念在鄂豫皖边区开展敌后游击，并逐渐壮大队伍。1946年7月，参加了中原突围，8月到陕南后，组建了豫鄂陕边区党委三地委三分区，同时还组建了商洛县、商南县、同山县等党政军机构，任商山县武装指挥长兼商山支队长。1947年元月，因突患急性关节炎下肢不能行动，住入后方医院，因国军对豫鄂陕边区发动围剿，共军主力被迫迁走，他留下与医院医护人员与伤病员展开游击。八月，住进了毛河村，整编队伍成立了七人组成的豫陕工委，罗孟刚任书记，毛凯任副书记，张开样、陈继友、葛天民、祝铭、余裕华为委员。
9月份陈谢大军（陈赓、谢富治）顺利攻占卢氏县后，张崇德接他们到卢氏县城休整。后由孔从洲安排，罗孟刚到豫西一分区任参谋长，负责卢氏、三川、南川等县的党政军民工作。1948年，中原军区决定罗孟刚上前线支援淮海战役，1948年，任第二野战军郑州兵站站长、二野兵战部部长，不久担任二野驻武汉办事处主任；参加了兵员输送、渡江作战后勤兵员保障及四川战役的后勤保障工作。

### 共和国成立后
中华人民共和国成立后，历任西南军区军事运输部部长，组织朝鲜战争的兵运任务。1950年，担任中南军区军事交通部副部长。1961年，武汉军区后勤部军交部部长。1960年，历任武汉军区后勤部参谋长、副部长，组织1975年河南抗洪抢险救灾。1978年中越战争中，他参与武汉军区排除的野战部队和后勤部队指挥工作。
1955年授予大校军衔，和三级八一勋章、二级独立自由勋章、二级解放勋章。1988年被授予二级红星功勋荣誉章。1989年2月25日在武汉逝世。